# Скалак (Бургаська область)
Скала́к (болг. Скалак) — село в Бургаській області Болгарії. Входить до складу общини Руєн.

## Населення
За даними перепису населення 2011 року у селі проживали 620 осіб.
Національний склад населення села:
| Національність   | Кількість осіб | Відсоток |
| ---------------- | -------------- | -------- |
| турки            | 304            | 89,9%    |
| болгари          | 33             | 9,8%     |
| не визначились   | 0              | 0%       |
| Всього відповіли | 338            |          |

Розподіл населення за віком у 2011 році:
Динаміка населення: